# Hegesidemus
Hegesidemus is een geslacht van wantsen uit de familie van de Tingidae (netwantsen). Het geslacht werd voor het eerst wetenschappelijk beschreven door William Lucas Distant in 1911.

## Soorten
Het genus bevat de volgende soorten:

- Hegesidemus anderssoni Péricart, 1990
- Hegesidemus elegantulus (Distant, 1909)
- Hegesidemus eliyanus Distant, 1911
- Hegesidemus habrus Drake, 1966
- Hegesidemus otiosus Drake, 1953
- Hegesidemus pauliani Drake, 1957